# Кая (народ)

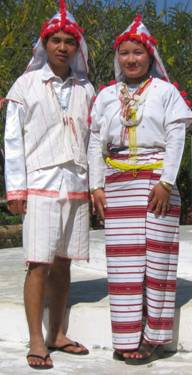
одна из кайянских народностей

Кая́ (ранее каренни, также красные карены) — народ группы каренов тибето-бирманской языковой семьи, проживающий преимущественно в штате Кая Мьянмы. Численность свыше 530 тысяч человек в штате Кая и на севере штат Карен и свыше 100 тысяч человек в Таиланде.
В результате гражданской войны и насильственных переселений в штате Кая часть кая бежала в Таиланд и проживает в пограничных деревнях.
Преимущественно анимисты, реже — буддисты и христиане.
Регулярно организуют праздники жертвоприношений духам.
К кая близки ещё две группы каренов:
- йинтале — 10 тысяч человек на юге штата Кая;
- ману (маны, самоназв. пыны) — 10 тысяч человек на западе штата Кая.